# Клаудіо Сала
Клаудіо Сала (італ. Claudio Sala, * 8 вересня 1947, Макеріо) — колишній італійський футболіст, фланговий півзахисник. По завершенні ігрової кар'єри — футбольний тренер.
Як гравець насамперед відомий виступами за клуб «Торіно», а також національну збірну Італії.
Чемпіон Італії. Володар Кубка Італії. 

## Клубна кар'єра
Вихованець футбольної школи клубу «Монца». Дорослу футбольну кар'єру розпочав 1965 року в основній команді того ж клубу, в якій провів два сезони, взявши участь у 75 матчах чемпіонату. 
Протягом 1967—1968 років захищав кольори команди клубу «Наполі».
Своєю грою за останню команду привернув увагу представників тренерського штабу клубу «Торіно», до складу якого приєднався 1969 року. Відіграв за туринську команду наступні одинадцять сезонів своєї ігрової кар'єри. Більшість часу, проведеного у складі «Торіно», був основним гравцем команди. За цей час виборов титул чемпіона Італії, ставав володарем Кубка Італії.
Завершив професійну ігрову кар'єру у клубі «Дженоа», за команду якого виступав протягом 1980—1982 років.

## Виступи за збірну
1971 року дебютував в офіційних матчах у складі національної збірної Італії. Протягом кар'єри у національній команді, яка тривала 8 років, провів у формі головної команди країни лише 18 матчів. У складі збірної був учасником чемпіонату світу 1978 року в Аргентині.

## Кар'єра тренера
Розпочав тренерську кар'єру, повернувшись до футболу після невеликої перерви, 1989 року, очоливши як виконувач обов'язків головного тренера тренерський штаб клубу «Торіно».
Надалі очолював команду клубу «Катандзаро».
Наразі останнім місцем тренерської роботи був клуб «Монкальєрі», команду якого Клаудіо Сала очолював як головний тренер 2001 року.

## Титули і досягнення

### Командні
- Чемпіон Італії (1):

«Торіно»:  1975–76
- Володар Кубка Італії (1):

«Торіно»:  1970–71

### Особисті
- Футболіст року в Італії (Guerin Sportivo) (2):

1976, 1977